# Synargis ochra
Synargis ochra is een vlindersoort uit de familie van de prachtvlinders (Riodinidae), onderfamilie Riodininae.
Synargis ochra werd in 1868 beschreven door H. Bates.